# Cryphia divisa
Cryphia divisa är en fjärilsart som beskrevs av Eugen Johann Christoph Esper 1791. Cryphia divisa ingår i släktet Cryphia och familjen nattflyn. Inga underarter finns listade i Catalogue of Life.